# Cousines
Cousines est un court métrage réalisé par Lyes Salem et sorti en 2004.
Il a remporté le César du meilleur court métrage en 2005.

## Synopsis
Driss a passé un mois de vacances à Alger, où il a retrouvé sa famille. Il a fait la connaissance de Nedjma, une cousine éloignée un peu timide, à qui il va apporter des espoirs d'indépendance, alors qu'un mariage est prévu avec un cousin de Driss,.

## Fiche technique
- Réalisation : Lyes Salem
- Scénario : Lyès Salem
- Production : Sora Productions, Centre National de la Cinématographie
- Directeur photographie : Nathanaël Louvet
- Ingénieur du son : Nicolas Provost
- Musique : Lotfi Benlamri, Double Kanon
- Montage : Florence Ricard
- Durée : 32 minutes[4]
- Lieu de tournage : Alger
- Date de sortie : 31 janvier 2004

## Distribution
- Lamia Cherfouh : Nedjma
- Zineb Kortebi : Yasmina
- Antar Chedadi : Amrane
- Rachida Messaoudène : Malika
- Abdelaziz Tarzaali : Fares
- Bouchra Akbi : Karima
- Lyes Salem : Driss

## Distinctions
- César du meilleur court métrage en 2005
- Nommé au Festival international de Locarno